# Premios y Distinciones del Colegio de Arquitectos de Chile
Los Premios y Distinciones del Colegio de Arquitectos, conocidos también como Premios CA, son uno de los principales reconocimientos a los arquitectos y las arquitectas en Chile, cada uno de los cuales destacan a doce colegiados o colegiadas, "referentes por su excelencia, trabajo y aporte a la arquitectura".

## Postulaciones
En el caso de los Premios, las inscripciones deben contar con un responsable que represente al postulado o a la postulada y el apoyo de, al menos, cinco arquitectas o arquitectos colegiados activos, quienes deberán limitar su postulación a un candidato.
En tanto, las inscripciones a las Distinciones CA deben contar con el apoyo de, al menos, tres arquitectas o arquitectos colegiados activos, que serán responsables de entregar los antecedentes necesarios para la postulación. Esta será de un candidato o candidata y no podrá tener patrocinio de ningún Director o ninguna Directora Nacional.
El Directorio Nacional elige a los arquitectos y arquitectas ganadoras en sesión especial y puede declarar desierta cualquier categoría.

## Periodicidad
Hasta el año 2023, los Premios y distinciones fueron entregados de forma anual. Ese mismo año, el Directorio Nacional del Colegio de Arquitectos de Chile decidió que ambos reconocimientos sean bienales, dejando las distinciones para ser anunciadas en el Congreso Nacional de Arquitectos.

## Categorías
- Premio Nacional de Arquitectura de Chile: reconocimiento entregado otorgado por una vida dedicada al servicio de la arquitectura.
- Premio Alberto Risopatrón: reconocimiento entregado "al arquitecto o arquitecta colegiada que se haya distinguido por su labor gremial en el Colegio de Arquitectos".
- Premio Sergio Larraín García-Moreno: reconocimiento "al arquitecto o arquitecta que se haya distinguido en el campo académico o de investigación".
- Premio Fermín Vivaceta Rupio: reconocimiento "al arquitecto o arquitecta que se haya destacado por su labor profesional en el ámbito de la tecnología aplicada a la arquitectura".
- Premio Alfredo Johnson: reconocimiento "al arquitecto o arquitecta que se haya distinguido por su labor como funcionario público, Fiscal o Municipal".
- Premio Manuel Moreno Guerrero: reconocimiento "al arquitecto o arquitecta que se haya destacado en su labor profesional en el ámbito de la valoración del patrimonio arquitectónico nacional.
- Premio Promoción Joven: reconocimiento "al arquitecto o arquitecta colegiada menor de 35 años, cumplidos en el año de la premiación, cuya labor constituya un ejemplo para los arquitectos de su generación".
- Premio Eliana Caraball: reconocimiento "a la arquitecta que se haya destacado en cualquiera de los ámbitos de la arquitectura y que por su trabajo y rol social constituye un ejemplo por lograr un espacio de igualdad en la sociedad y el mundo laboral".
- Premio Arquitectura Regional: reconocimiento "al arquitecto, arquitecta o equipo de arquitectos que vive (n) y se desempeña (n) en regiones (fuera la Región Metropolitana) y que a través de su trabajo ha hecho importantes contribuciones desde su condición profesional a las ciudades, el territorio y la comunidad".
- Distinción Dora Riedel: reconocimiento "al arquitecto, arquitecta o equipo que se haya destacado en el año precedente por su labor innovadora, abriendo nuevos caminos en la profesión".
- Distinción Juan Parrochia Beguin: reconocimiento "al arquitecto o arquitecta que se haya distinguido por su labor en el campo de la planificación, diseño urbano o gestión urbana".
- Distinción de Honor Colegio de Arquitectos: reconocimiento otorgada "a quien, no siendo arquitecto o arquitecta, se haya distinguido por su labor próxima al ejercicio profesional de los arquitectos".
- Distinción Joaquín Toesca: reconocimiento "al arquitecto o arquitecta vivo que, no habiendo nacido en Chile, haya realizado un aporte significativo a la arquitectura en nuestro país"

En el año 2006, se derogó el Premio Jaime Sanfuentes, otorgado al profesional destacado en su compromiso social hacia la comunidad. En el año 2018, se incorporó el Premio Eliana Caraball, el Premio Arquitectura Regional y la Distinción Dora Riedel.

## Ganadores

### Premio Alberto Risopatrón
Reconocimiento entregado "al arquitecto o arquitecta colegiada que se haya distinguido por su labor gremial en el Colegio de Arquitectos".
- 2023 - Cecilia Leiva
- 2022 - Mario Neira
- 2019 - Lorena Estai
- 2018 - Beatriz Buccicardi
- 2017 - Roberto Burdiles Allende
- 2016 - Iván González Tapia
- 2015 - Jorge Espinosa
- 2014 - María Teresa Rojo[7]
- 2013 - Patricio Gross
- 2012 - Alberto Montealegre
- 2011 - Ana María Barrenechea
- 2010 - Óscar Bórquez
- 2009 - William Tapia
- 2008 - Claudia García Lima
- 2007 - Carlos Albretch
- 2006 - Marcos Araya y Marcos Link
- 2005 - Johanna Zeppelin
- 2004 - Werner Stehr
- 2003 - Eugenio Cienfuegos Brunet
- 2002 - Óscar Segovia Cárdenas
- 2001 - María Iris Marcich Moller
- 2000 - Juan Honold Dunner
- 1999 - Francis Pfenniger
- 1998 - Pastor Correa
- 1997 - Nina Contreras Manfredi
- 1995 - Sergio González Espinosa
- 1994 - Miguel Lawner

### Premio Sergio Larraín García-Moreno
Reconocimiento "al arquitecto o arquitecta que se haya distinguido en el campo académico o de investigación".
- 2023 - Desierto
- 2022 - Rodrigo Pérez de Arce
- 2021 - Cecilia Wolff
- 2019 - Alberto Gurovich, Maureen Trebilcock, Alberto Prado
- 2018 - Pilar Barba
- 2016 - Humberto Eliash
- 2015 - Margarita Greene
- 2014 - René Martínez Lemoine
- 2013 - Alfredo Rodríguez Arranz
- 2012 - Jorge Harris
- 2011 - Manuel Casanueva Carrasco
- 2010 - Fernando Pérez Oyarzún
- 2009 - Gustavo Munizaga
- 2008 - José Covacevic
- 2007 - Eliana Israel
- 2006 - Horacio Bogheresi
- 2005 - Montserrat Palmer
- 2004 - Pastor Correa
- 2003 - Fernán Meza
- 2002 - Joan MacDonald
- 2001 - Ricardo Hempel
- 2000 - Alberto Sartori

### Premio Fermín Vivaceta Rupio
Reconocimiento "al arquitecto o arquitecta que se haya destacado por su labor profesional en el ámbito de la tecnología aplicada a la arquitectura".
- 2023 - Diego Mellado Nogueira
- 2022 - Esteban Rodríguez Soto
- 2021 - Marcelo Huenchuñir
- 2019 - Jorge Broughton
- 2018 - Verónica Arcos
- 2017 - Abraham Senerman Lamas
- 2016 - Leonardo Parma
- 2015 - Morris Testa
- 2014 - Francis Pfenninger[7]
- 2013 - Alex Brahm
- 2012 - Marcelo Cortés
- 2011 - Ana María Rojas
- 2009 - Oscar Segovia
- 2008 - Sergio Rojo
- 2007 - Luis Bravo
- 2006 - Juan Ignacio Baixas
- 2005 - Guillermo Hevia
- 2004 - Cristián Valdez
- 2003 - Javier del Río
- 2002 - Teodoro Fernández y José Pedro Campos
- 2001 - Juan Sabbagh
- 2000 - Hugo Pereira
- 1999 - Ricardo Hempel
- 1998 - Patricio Pinto
- 1997 - Oscar Zaccarelli
- 1994 - Ángela Schweitzer
- 1991 - Ventura Galván Lhorente y Oreste Depetris

### Premio Alfredo Johnson
Reconocimiento "al arquitecto o arquitecta que se haya distinguido por su labor como funcionario público, Fiscal o Municipal".
- 2023 - Diego Rebolledo Flores
- 2022 - Marco Rodríguez Ormazabal
- 2021 - Eliseo Huencho
- 2019 - Daniel Jadue
- 2018 - Claudia Silva
- 2017 - Cristóbal Molina Baeza
- 2016 - Margarita Cordaro
- 2015 - Jaime Silva
- 2014 - Sonia Tschorne
- 2013 - Hugo Ferreira
- 2012 - Mireya Danilo
- 2011 - Jaime Márquez
- 2010 - María Elena Harcha
- 2009 - Luis Eduardo Bresciani
- 2008 - Sergio Baeriswyl
- 2007 - Jerónimo Torres Campos
- 2006 - Marisol Rojas
- 2005 - Andrés Ramírez
- 2004 - Albrecht Freitag
- 2003 - Ida von Bischoffhausen
- 2002 - Sylvia Tasville
- 2001 - Juan Andreoli
- 2000 - María P. Bonilla
- 1999 - Sergio Ventura
- 1998 - Amador Bieva y Alicia Elizalde
- 1997 - Esteban Siques
- 1995 - Germán Bannen
- 1994 - Eduardo Sagredo

### Premio Manuel Moreno Guerrero
Reconocimiento "al arquitecto o arquitecta que se haya destacado en su labor profesional en el ámbito de la valoración del patrimonio arquitectónico nacional.
- 2023 - Natalia Jorquera
- 2022 - María Dolores Muñoz[8]
- 2021 - Felipe Ravinet
- 2019 - Karen Fried
- 2018 - María Magdalena Gutiérrez y Osvaldo Cáceres González
- 2017 - Luis Goldsack Jarpa
- 2016 - Sylvia Pirotte
- 2015 - José Rosas Vera
- 2014 - Gabriel Guarda[7]
- 2012 - Enrique Vial
- 2011 - Juan Benavídez Courtois
- 2010 - Jorge Atria
- 2009 - Fernano Riquelme Sepúlveda
- 2008 - Luis Gómez Lerou
- 2007 - Gonzalo Cerda
- 2006 - Lorenzo Berg
- 2005 - Nelson Morgado
- 2004 - Hernán Montecinos
- 2003 - Cecilia JIménez Vergara
- 2002 - Myriam Waisberg

### Premio Promoción Joven
Reconocimiento "al arquitecto o arquitecta colegiada menor de 35 años, cumplidos en el año de la premiación, cuya labor constituya un ejemplo para los arquitectos de su generación".
- 2023 - Ana Paz Casimino
- 2022 - Nicolás Valencia
- 2021 - Domingo Arancibia y Javiera Salinas Solari
- 2019 - Jorge Inostroza
- 2018 - Juan Pablo Urrutia
- 2017 - Guillermo Hevia García
- 2016 - Diego Rossel
- 2015 - Macarena Almonacid
- 2014 - Tomás Villalón y Cristóbal Tirado[7]
- 2013 - Juan Pablo Morales
- 2012 - Bárbara Aguirre
- 2011 - Mario Marchant
- 2009 - Alberto Fernández González
- 2008 - Rodrigo Aguilar
- 2007 - Rodrigo Duque
- 2006 - Mauricio Pezo
- 2005 - Marco Polidura
- 2004 - Víctor García Huidobro
- 2003 - Cristián Pino
- 2002 - Martín Schmidt
- 2001 - Smiljan Radic
- 2000 - Alejandro Aravena
- 1999 - Felipe Assadi
- 1997 - Christián Matzner
- 1995 - Mathias Klotz
- 1994 - Jorge Lobos

### Premio Eliana Caraball
Reconocimiento "a la arquitecta que se haya destacado en cualquiera de los ámbitos de la arquitectura y que por su trabajo y rol social constituye un ejemplo por lograr un espacio de igualdad en la sociedad y el mundo laboral".
- 2023 - Desierto
- 2022 - Maricarmen Tapia
- 2019 - Montserrat Palmer
- 2018 - Cazú Zegers

### Premio Arquitectura Regional
Reconocimiento "al arquitecto, arquitecta o equipo de arquitectos que vive (n) y se desempeña (n) en regiones (fuera la Región Metropolitana) y que a través de su trabajo ha hecho importantes contribuciones desde su condición profesional a las ciudades, el territorio y la comunidad".
- 2023 - Felipe Alarcón
- 2022 - Desierto
- 2021 - Eric Ungerer
- 2019 - Christian García
- 2018 - Tania Gebauer y Eugenio Ortúzar

### Distinción Dora Riedel
Reconocimiento "al arquitecto, arquitecta o equipo que se haya destacado en el año precedente por su labor innovadora, abriendo nuevos caminos en la profesión".
- 2023 - Desierto
- 2022 - Cristóbal Stock
- 2021 - Cazú Zegers
- 2019 - Sebastián Rozas
- 2018 - Paulina Villalobos

### Distinción Juan Parrochia Beguin
Reconocimiento "al arquitecto o arquitecta que se haya distinguido por su labor en el campo de la planificación, diseño urbano o gestión urbana".
- 2022 - Enrique Venegas
- 2021 - María Isabel Carmona
- 2019 - Jorge Inostroza
- 2018 - Gustavo Munizaga
- 2016 - Julio Alegría

### Distinción de Honor Colegio de Arquitectos
Reconocimiento otorgada "a quien, no siendo arquitecto o arquitecta, se haya distinguido por su labor próxima al ejercicio profesional de los arquitectos".
- 2021 - Susana Simonetti
- 2019 - Eduardo Godoy
- 2018 - José Luis Catalán
- 2017 - Rodrigo Guendelman
- 2015 - Carolina Tohá
- 2011 - Sergio Contreras Arancibia
- 2010 - Patricia Poblete
- 2009 - Francisco Brugnoli
- 2008 - Johnny Carrasco
- 2007 - Santiago Arias Soto
- 2006 - Ángel Cabeza
- 2005 - Claudio Orrego y Claudina Núñez
- 2004 - Lake Sagaris
- 2003 - Luis Mella
- 2002 - Tod Evan
- 2001 - Josse van der Rest
- 2000 - Eduardo Meissner
- 1999 - Luz María de la Vega
- 1998 - Kurt Reichhard
- 1997 - Mariano Nicolás Maynes y Ignacio Santa-Cruz
- 1995 - Amanda Toral
- 1991 - Ulises Sanhueza y Nancy Jaramillo

### Distinción Joaquín Toesca
Reconocimiento "al arquitecto o arquitecta vivo que, no habiendo nacido en Chile, haya realizado un aporte significativo a la arquitectura en nuestro país".
- 2018 - Claudia García Lima
- 2017 - Guillermo Hevia García
- 2015 - Ana Sugranyes

## Premiación
La ceremonia de entrega de los Premios CA se realiza en el mes de agosto de cada año en el marco del denominado Mes de la Arquitectura.